# 勒默施泰因
勒默施泰因是德国巴登-符腾堡州的一个市镇。总面积46.04平方公里，总人口3896人，其中男性1929人，女性1967人（2011年12月31日），人口密度85人/平方公里。